# Nova Ibiá
Nova Ibiá is een gemeente in de Braziliaanse deelstaat Bahia. De gemeente telt 7.029 inwoners (schatting 2009).